# メットライフ本町スクエア
メットライフ本町スクエア（メットライフほんまちスクエア）は大阪府大阪市中央区本町2丁目にある超高層オフィスビルである。かつての大阪丸紅ビルである。

## 概要
大阪城下きっての商業の中心地であり、殊繊維産業が盛んであった船場に位置し、本町通に面する。総合商社、丸紅の本社・本店ビルとして1984年3月に5階建ての旧本社（当時）と周辺を一体的に開発して建設された。設計は三菱地所、施工は竹中工務店・大成建設・鹿島建設・清水建設共同企業体 が行なった。丸紅は全身にあたる伊藤忠商店以来、同根企業である伊藤忠商事とともに大阪に本社を構え、このビルが建つ土地は、丸紅の会社創業以来本社・本店所在地であった。
2002年にはビルを森トラスト総合リート投資法人に売却され、丸紅が賃借として入居する形となった。2003年に丸紅が、当時既に実質的な本社機能を持っていた東京本社に本店を移転したことで大阪支社へ格下げされた。そして、2015年には丸紅が大阪支社を新ダイビルに移転し、このことを受けて、当ビルの資産運用を森トラスト総合リート投資法人から委託されていた森トラスト・アセットマネジメントは当ビルを売却し、メットライフ生命保険がビルの管理者となり、メットライフ本町スクエアとなる。
第7回大阪都市景観建築賞（大阪まちなみ賞）、第7回大阪府建築士会長賞　受賞

## 主な入居者
- パソナ 大阪支店

- キャプラン 関西支社
- 内外構造　本社

## 交通機関
- 大阪メトロ中央線、堺筋線 堺筋本町駅　徒歩3分
- 大阪メトロ御堂筋線、中央線、四ツ橋線 本町駅　徒歩4分